# Sargassum
Sargassum (Sargasso) è un genere di alga, phylum Heterokontophyta, appartenente alla classe Phaeophyceae (dette anche alghe brune). Esso dà il nome al Mar dei Sargassi, dove queste alghe sono particolarmente diffuse.

## Caratteristiche
Le specie di questo genere possono raggiungere la lunghezza di molti metri, sono generalmente di colore marrone o verde scuro a causa delle xantofille in esse contenute, ed in particolare della fucoxantina, il pigmento fotosintetico abbondante nelle alghe brune. Alcune specie hanno delle vesciche contenenti gas che aiutano la pianta a dirigere le fronde verso l'alto dove la luce è più abbondante. Molte alghe di questo genere hanno un corpo robusto e flessibile che resiste a forti correnti marine. Questa caratteristica flessibilità è garantita dalla presenza di una parete cellulare simile alle piante più evolute, ma con minor presenza di fibrille di cellulosa e maggior presenza di sostanza amorfa di natura polisaccaridica.